# Chase Oliver
Chase Russell Oliver, född 16 augusti 1985, är en amerikansk politisk aktivist och politiker som nominerades av Libertarian Party till USA:s presidentval 2024. Oliver slutade femma i den allmänna omröstningen med 0,4 % och 650 126 röster. Oliver var libertariansk kandidat i senatsvalet i Georgia 2022 och i specialvalet till Georgias femte kongressdistrikt 2020. Gazette beskrev honom som en "vapenförespråkare, polisreformförespråkare, valfrihetsförespråkare för libertarianer" som är "beväpnad och homosexuell".
I Georgias senatsval 2022 fick Oliver över 2 % av rösterna. Anhängare av båda de stora partierna karakteriserade honom som en spoilerkandidat som tvingade Raphael Warnock till en omvalskamp mot Herschel Walker.

## Tidigt liv
Oliver föddes i Nashville i Tennessee. Han arbetade inom restaurangbranschen i 13 år innan han engagerade sig i politisk aktivism.

## Aktivism
Den 15 maj 2023 talade Oliver vid Atlantas kommunfullmäktiges möte för att motsätta sig Cop City, ett träningscentrum för polis och brandkår. Under sitt tal lyfte Oliver fram den växande misstroendet mellan människor och regeringar och deras polisstyrkor. Oliver uttalade sig mot övermilitariseringen av polisen och kvalificerad immunitet. Han förespråkade också att Atlantas kommunfullmäktige skulle förbättra befintliga träningsanläggningar istället för att kalhugga skogar som tidigare hade utsetts av kommunfullmäktige till offentliga öppna ytor.
Den 5 september 2023 talade Oliver vid kommunfullmäktiges möte i Columbia i South Carolina, i opposition mot regleringshinder som hindrar människor från att mata hemlösa. Han förespråkade att Columbia City Council, och andra kommunfullmäktige runt om i landet, skulle ta itu med regulatoriska hinder för att försörja och stödja hemlösa amerikaner.

## Politisk karriär
Oliver stödde Barack Obama i det amerikanska presidentvalet 2008 men avslutade sitt stöd efter att Obama fortsatte Irakkriget. Oliver gick med i Libertarian Party 2010 efter att ha träffat flera medlemmar av partiet på en Atlanta Pride Festival.

### Valkampanjen för representanthuset i USA 2020
Oliver kandiderade första gången till ett offentligt ämbete 2020, som Libertarianernas nominerade till Georgias femte kongressdistrikts specialval 2020 för att ersätta John Lewis, som hade dött av bukspottkörtelcancer tidigare samma år. Han fick 2 % av rösterna och blev utslagen under det allmänna primärvalet.

### Valkampanjen i den amerikanska senaten 2022
Efter att ha blivit libertariansk kandidat till senatsvalet i Georgia 2022, ställdes Oliver mot den sittande demokraten Raphael Warnock och utmanaren Herschel Walker från det republikanska partiet. Oliver var den första öppet homosexuella senatskandidaten i Georgia.
Den 16 oktober 2022 deltog Oliver i en debatt som anordnades av Georgia Public Broadcasting och debatterade mot Warnock, samt ett tomt podium som representerade Walker, som hade avböjt att delta i debatten.
På valdagen fick Oliver över 2 % av rösterna. Motståndarna hävdade att han var en kandidat som kunde spoila partiet och att hans röster tvingade Georgias senatsval till en omval. I omvalet avböjde han att stödja vare sig Warnock eller Walker, men erbjöd sig att vara värd för ett internetforum mellan de två kandidaterna. Rolling Stone kallade honom årets mest inflytelserika libertarian.

### Presidentvalskampanjen 2024
Den 2 december 2022 tillkännagav Oliver att han bildat en undersökningskommitté för att undersöka en möjlig kandidatur till den libertarianska presidentnomineringen i det amerikanska presidentvalet 2024. Han tillkännagav formellt sin kandidatur den 4 april 2023.
Oliver drev en omfattande valkampanj i Iowa under sommaren 2023. Den 19 augusti 2023 talade han vid Des Moines Register Political Soapbox och blev därmed den första presidentkandidaten från tredje part någonsin att tala vid evenemanget.
Oliver ansökte om att kandidera i Oklahomas "första libertarianska presidentval sedan partiet formellt erkändes 2016". Tillsammans med den libertarianska primärvalskandidaten Jacob Hornberger fick Oliver tillgång till valsedeln genom att samla in underskrifter från väljare i varje kongressdistrikt. Han vann primärvalet i Oklahoma, som hölls på Supertisdagen den 5 mars 2024, med 61 % av rösterna.
I januari 2024 samarbetade Oliver och den libertarianska presidentkandidaten Lars Mapstead framgångsrikt för att säkra status som ett större parti och tillgång till valsedeln för Libertarian Party of Maine. Efteråt åkte Oliver till Iowa för att kampanja inför Iowas libertarianska presidentvalsmöte 2024. Han vann Iowas valgrupp med 42,7 % av rösterna.
Den 29 februari 2024 deltog Oliver i en presidentkandidatdebatt som anordnades av Free &amp; Equal Elections Foundation, tillsammans med Claudia De la Cruz, kandidaten till Socialistpartiet, Miljöpartiets kandidater Jill Stein och Jasmine Sherman, och den libertarianska kollegan Lars Mapstead.
Oliver vann den libertarianska nomineringen på den sjunde omröstningen vid det nationella konventet, och besegrade Michael Rectenwald. Oliver utsåg Mike ter Maat till sin föredragna vicepresidentkandidat.
John Stossel har uttryckt sitt stöd för Oliver framför Demokraternas kandidat Kamala Harris och Republikanernas kandidat Donald Trump år 2024.
Oliver slutade slutligen på femte plats, efter Trump, Harris, Stein, och drog sig tillbaka den oberoende Robert F. Kennedy Jr. Hans bästa prestation var i North Dakota, där han säkrade 1,7 % av rösterna.

## Politik
Oliver anses vara en del av den traditionella flygeln av Libertarian Party och är medlem i den mer vänsterlutande Classical Liberal Caucus.

### Abort
Oliver är för abortval, även om han motsätter sig skattefinansiering av aborter och stöder Hyde-tillägget. Han anser att abort borde vara lagligt i hela landet, och han har sagt att han skulle stödja lagstiftning för att göra det så.

### Benådning för Ross Ulbricht
Ulbrichts dom blev en känd sak i amerikanska libertarianska kretsar. I novembernumret 2024 av tidskriften Reason sa Chase Oliver i en intervju: "Jag skulle vilja se [Trump], om han blev vald, omvandla Ross Ulbrichts straff. Ärligt talat, om jag vore president skulle jag benåda honom fullständigt."

### Klimatförändringar
Oliver stöder att låta den fria marknaden hitta lösningen på klimatförändringarna. Han menar att om företag lämnas ifred, kommer de att få incitament att utveckla teknik som så småningom kommer att ersätta nuvarande kolbaserade bränslen.

### Allmänningar
Oliver har föreslagit att sälja av federal mark för att minska den statsskulden.

### Reform av straffrätten
Oliver stöder ett avskaffande av kvalificerad immunitet för brottsbekämpande myndigheter på federal nivå. Oliver stöder också ett avskaffande av dödsstraffet och federala obligatoriska minimistraff.

### Ekonomi
Oliver stöder frihandel och motsätter sig tullar. Han stöder också en balanserad federal budget och minskad inflation.

### Utbildning
Oliver stöder avskaffandet av USA:s utbildningsdepartement och förespråkar "för fler valmöjligheter på utbildningsmarknaden på delstatsnivå". Oliver motsätter sig också det federala stödet för studielån och stöder att studielånsskulder kan avskrivas vid konkurs.

### Valreform
Oliver är en stark anhängare av rankad valfrihet i USA, vilket han har sagt skulle ha förhindrat att senatsvalet i Georgia 2022 gick till omval genom att låta väljarna rangordna sina föredragna kandidater när de röstade första gången. Han har också sagt att omröstning baserat på valkretsar skulle spara miljontals skattebetalarnas pengar genom att tillåta omedelbara omval, samtidigt som det säkerställs att vinnande kandidater alltid får över 50 % av rösterna.

### Utrikesfrågor
Oliver motsätter sig amerikanskt militärt bistånd till Israel och Ukraina. Han har stämplat den israeliska offensiven i Gaza som ett folkmord. Oliver stöder även stängningen av amerikanska militärbaser utomlands. John Stossel kallade Oliver för "...den mest krigsfientliga kandidaten" i presidentvalet 2024.

### Vapenrättigheter
Under en debatt med Warnock 2022 uttryckte Oliver sitt stöd för vapenrättigheter och sa: "Beväpnade homosexuella är svårare att förtrycka, och de är svårare att kritisera." Oliver motsätter sig förbud mot bump stocks. John Stossel har vidare bekräftat att "Oliver stöder vapenrättigheter."

### Hälsovård
Oliver har sagt att Affordable Care Act inte sänkte ökningen av sjukförsäkringskostnaderna "och kommer aldrig att göra det". Han vill gradvis fasa ut både Medicare och Medicaid under en period av mer än åtta år.

### Hemlöshet
Oliver stöder att man tar bort regleringshinder som hindrar människor och organisationer från att förse hemlösa med mat.

### Invandring
Oliver stöder ett immigrationssystem i "Ellis Island -stil" och säger: "Om ni kommer hit för att arbeta och vara fredliga, så är det inte min sak." Han stöder en väg till medborgarskap för papperslösa invandrare.

### HBTQ-rättigheter
Oliver motsätter sig att regeringen lägger sig i vissa beslut om transpersoners hälsovård som fattas av en förälder, ett barn och en läkare. Han har dock uttryckt motstånd mot könsbekräftande kirurgi för personer under 18 år.
Han motsätter sig lagar som riktar sig mot dragshower och kallar drag för en "konstform" som "kan variera från helt familjevänligt till något ganska explicit – precis som film, musik, bildkonst" och argumenterar för att om en förälder kan ta med sitt barn för att se Kristi passion, kan de ta med sina barn för att se drag om de vill. Han anser att befintliga lagar om obscenitet, tillsammans med föräldraövervakning, är tillräckliga för att skydda barn från stötande innehåll. Han motsätter sig också statliga mandat relaterade till transflickors deltagande i damidrott, och anser att sådana beslut bör fattas av enskilda idrottsligor och inte av regeringen.

### Integritet och medborgerliga friheter
Oliver stöder avskaffandet av Transportation Security Administration samt upphävandet av Patriot Act och FISA Amendments Act från 2008.

### Pension
Oliver har kallat pensionssystemet för ett "pyramidspel". Han vill bevara befintliga socialförsäkringsförmåner för de som för närvarande är pensionerade eller snart kommer att gå i pension genom att bibehålla arbetsgivaravgiften till socialförsäkringen så länge det är nödvändigt, men avskaffa arbetstagaravgiften och socialförsäkringsförmånerna för yngre arbetstagare för att gradvis fasa ut programmet.

### Tredje parter
Oliver var en medförfattare till artikeln "Do Third Parties Help or Harm Democracy?" den 23 september 2023, publicerad av den ideella nyhetsorganisationen Divided We Fall. I artikeln diskuterade Oliver den strategiska position som Libertarian Party har inför valsäsongen 2024, tillgång till valsedel för tredje part och hur Libertarian Partys plattform står i linje med viktiga frågor från andra tredjepartsplattformar, nämligen det amerikanska gröna partiet och Forward Party, såsom rankad valfrihet, invandring, legalisering av cannabis och HBTQ+-rättigheter.

### Krig mot droger
Oliver förespråkar ett slut på kriget mot droger och stöder legalisering av marijuana. Oliver stöder också upphävandet av lagen om kontrollerade substanser och stöder avkriminalisering av alla droger genom att anta lagen om reform av narkotikapolitiken.

## Privatliv
Sedan 2023 bor Oliver i en förort i Atlanta. Han sa att han har en "djup tro i evangeliet". Han är öppet homosexuell.